# Serguei Kariakin (conductor de quads)
|  | Aquest article tracta sobre el pilot de quads. Si cerqueu l'escaquista, vegeu «Serguei Kariakin». |

Serguei Kariakin (en rus Сергей Карякин, Ekaterimburg, 25 de gener de 1991) és un pilot de quads rus. El 2014 es va inscriure al Ral·li Dakar, participant en totes les edicions fins al 2017.
El 2014 fou 7è, el 2016 4t, i l'edició de 2017 va aconseguir finalment guanyar el ral·li en la categoria de quads.